# 埃尔班冈
埃尔班冈（法語：Herbinghen，法語發音：[ɛʁbɛ̃ɡɑ̃]）是法国上法蘭西大區加来海峡省的一个市镇，属于加来区。

## 地理
埃尔班冈（50°46'22"N, 1°54'42"E）面积4.31 平方千米，位于法国上法蘭西大區加来海峡省，该省份为法国北部沿海省份，西北濒北海，南至索姆省，东临北部省。
与埃尔班冈接壤的市镇（或旧市镇、城区）包括：利克、纳布兰冈、桑冈、班冈、奥坎冈。

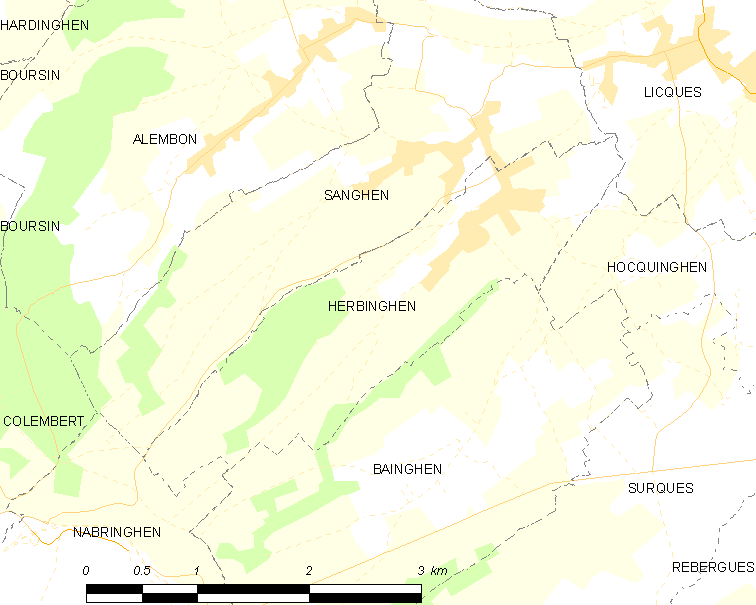
埃尔班冈的OSM定位图

埃尔班冈的时区为UTC+01:00、UTC+02:00（夏令时）。

## 行政
埃尔班冈的邮政编码为62850，INSEE市镇编码为62432。

## 政治
埃尔班冈所属的省级选区为加来第二县。

## 人口

1962-2008年间埃尔班冈人口变化图示

埃尔班冈于2022年1月1日时的人口数量为423人。